# Sangidava
Sangidava a fost o cetate dacică, situată, potrivit coordonatelor date de Polt (Geogr., 8, 4) în nordul Transilvaniei centrale. După uniiistorici ar fi vorba doar de o confuzie cu Singidava.